# Đớp ruồi họng vàng
Cyornis tickelliae là một loài chim trong họ Muscicapidae.

## Hình ảnh

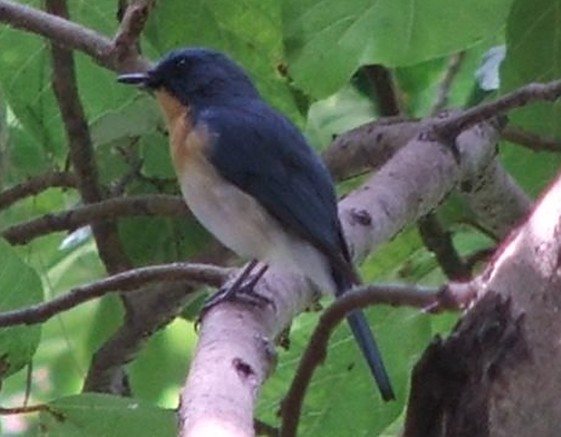
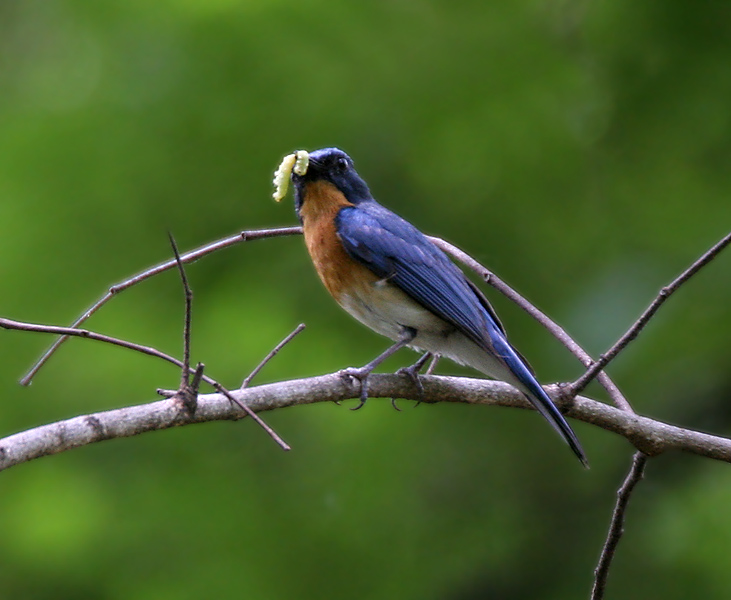
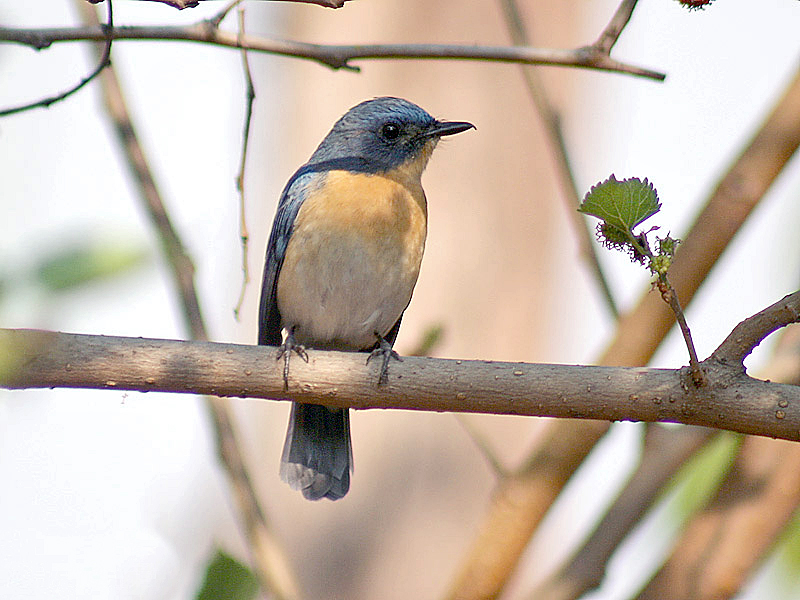
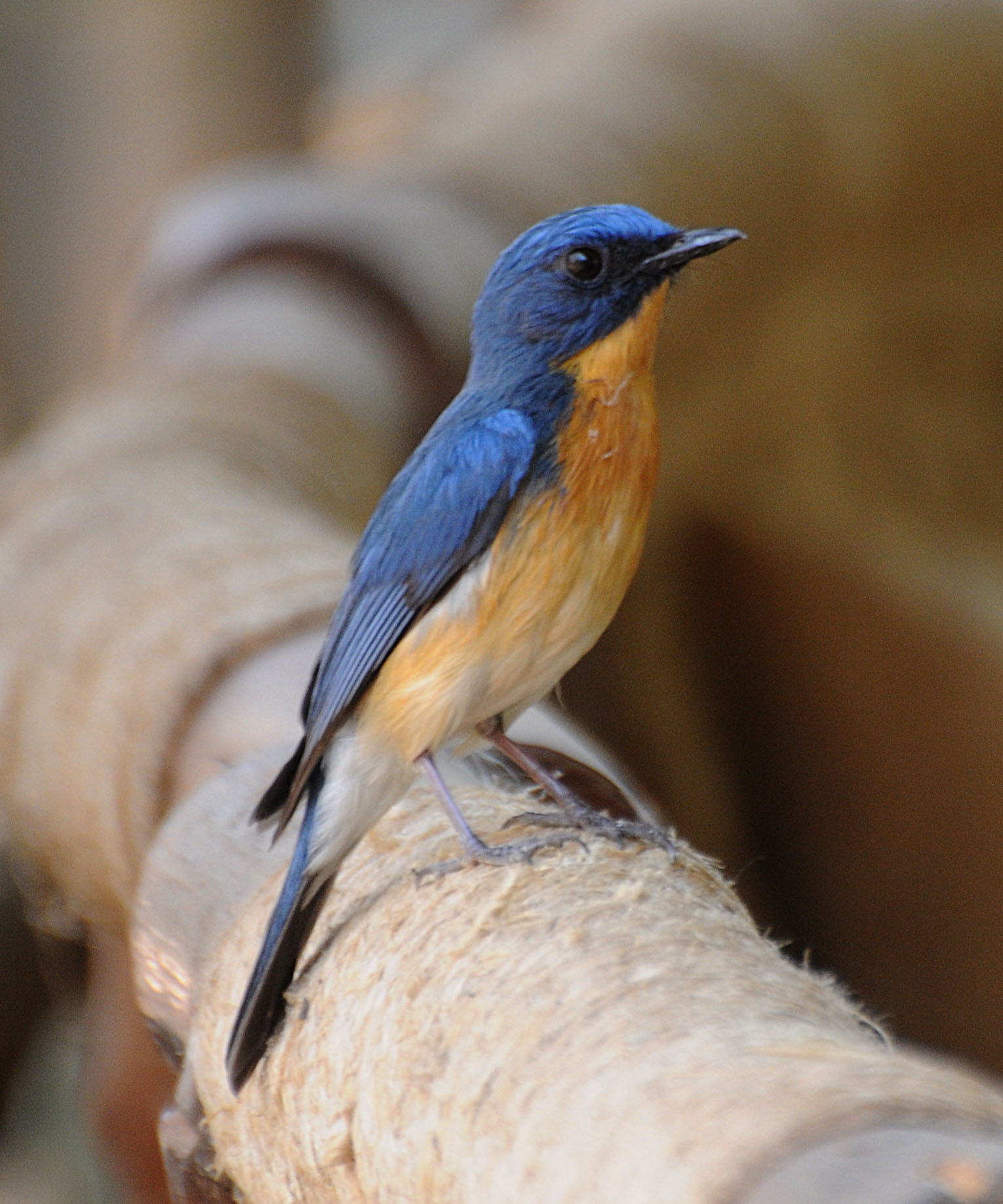